# Алік Гершон
Алік Гершон (в дитинстві Олег Татаренко, 3 червня 1980, Дніпропетровськ) — ізраїльський шахіст, гросмейстер (2000).

## Біографія
Олег Татаренко народився 3 червня 1980 у Дніпропетровську, де й розпочалася його шахова кар'єра.
Після переїзду в Ізраїль Алік Гершон тренувався в клубі «Маккабі» (Раанана), з п'ятнадцяти років представляв клуб «Кфар-Сава». У 1994 році зайняв перше місце на чемпіонаті світу з шахів серед хлопчиків до 14 років у Сегеді (Угорщина), через два роки — на чемпіонаті світу  серед кадетів на Менорці (Балеарські острови). До служби в армії, давав приватні уроки гри в шахи й працював на інтернет-сайті KasparovChess. У двадцять років, у 2000 році, разом з Борисом Аврухом став чемпіоном Ізраїлю серед дорослих в круговому турнірі, найсильнішому з усіх, які до того проводилися в цій країні.
Після служби в Армії оборони Ізраїлю працював програмістом, закінчив вищий інженерний коледж «Афека» в Тель-Авіві. У 2007 році в співавторстві з Ігорем Нором написав англійською мовою книгу «Сан-Луїс — 2005» (англ. San Luis 2005) про Чемпіонат світу із шахів 2005 року в Сан-Луїсі, яка Англійською шаховою федерацією була названа «книгою року». Крім того, видає електронний тижневик і редагує журнал Шахової федерації Ізраїлю.
У 2010 році встановив світовий рекорд за кількістю партій, проведених в рамках сеансу одночасної гри, вигравши 454, програвши 11 і звівши внічию 58 партій з 523. Цей рекорд був побитий у лютому 2011 року іранським гросмейстером Ехсаном Гаемом-Магамі.

## Спортивні досягнення
| Рік  | Місто            | Турнір                                      | + | − | = | Результат | Місце   |
| ---- | ---------------- | ------------------------------------------- | - | - | - | --------- | ------- |
| 1992 | Дуйсбург         | Чемпіонат світу серед хлопчиків до 12 років | 5 | 2 | 4 | 7 з 11    | 7—13    |
| 1993 | Братислава       | Чемпіонат світу серед хлопчиків до 14 років | 7 | 2 | 2 | 8 з 11    | 3—4     |
| 1994 | Сегед            | Чемпіонат світу серед хлопчиків до 14 років | 7 | 1 | 1 | 7½ з 9    | 1       |
| 1994 | Тель-Авів        | Чемпіонат Ізраїлю                           | 3 | 5 | 3 | 4½ з 11   |         |
| 1995 | Гуарапуава       | Чемпіонат світу серед хлопчиків до 16 років | 5 | 3 | 3 | 6½ з 11   | 11—16   |
| 1996 | Менорка          | Чемпіонат світу серед хлопчиків до 16 років | 5 | 0 | 6 | 8 з 11    | 1       |
| 1997 | Жагань           | Чемпіонат світу серед юніорів до 20 років   | 5 | 5 | 3 | 6½ з 13   | 37—44   |
|      | Єреван           | Чемпіонат світу серед юніорів до 18 років   | 6 | 2 | 3 | 7½ з 11   | 4—8     |
| 1998 | Мурек            | Чемпіонат Європи серед юніорів до 18 років  | 5 | 1 | 3 | 6½ з 9    | 2—5     |
|      | Оропеса-дель-Мар | Чемпіонат світу серед юніорів до 20 років   | 4 | 1 | 6 | 7 з 11    | 9—15    |
| 1999 | Єреван           | Чемпіонат світу серед юніорів до 20 років   | 7 | 5 | 1 | 7½ з 13   | 13—20   |
| 2000 | Тель-Авів        | Міжнародний турнір                          | 5 | 0 | 4 | 7 з 9     | 1       |
|      | Сен-Венсан       | 1-й чемпіонат Європи                        |   |   |   | 6½ з      | 23—41   |
|      | Ереван           | Чемпіонат світу серед юніорів до 20 років   | 6 | 2 | 5 | 8½ з 13   | 2—8     |
| 2000 | Тель-Авів/Модіїн | Чемпіонат Ізраїлю                           | 4 | 1 | 6 | 7 з 11    | 1—2     |
| 2001 | Охрид            | 2-й чемпіонат Європи                        | 3 | 2 | 8 | 7 з 13    | 68—89   |
| 2002 | Харків           | 4-й міжнародний турнір «Кубок Ректора»      | 2 | 3 | 5 | 4½ з 10   | 5       |
| 2002 | Тель-Авів        | Чемпіонат Ізраїлю                           | 3 | 3 | 3 | 4½ з 9    | 12—19   |
| 2003 | Бермуди          | Міжнародний турнір «А»                      | 2 | 4 | 5 | 4½ з 11   | 9—10    |
|      | Стамбул          | 4-й чемпіонат Європи                        | 3 | 4 | 6 | 6 з 13    | 120—148 |
| 2004 | Тель-Авів        | Чемпіонат Ізраїлю                           | 3 | 1 | 5 | 5½ з 9    | 5—12    |

## Зміни рейтингу
| На цьому місці має відображатися графік чи діаграма, однак з технічних причин його відображення наразі вимкнено. Будь ласка, не видаляйте код, який викликає це повідомлення. Розробники вже працюють для того, щоби відновити штатне функціонування цього графіка або діаграми. | |
| | На цьому місці має відображатися графік чи діаграма, однак з технічних причин його відображення наразі вимкнено. Будь ласка, не видаляйте код, який викликає це повідомлення. Розробники вже працюють для того, щоби відновити штатне функціонування цього графіка або діаграми. |